# Folclore de Costa Rica
El folclore de Costa Rica  es el conjunto de los elementos que conforman la cultura popular tradicional del país. Costa Rica es una tierra rica en folclore, con múltiples influencias culturales de los diversos pueblos que la conforman, mayormente indígenas, europeos y africanos. La tradición folclórica costarricense posee diversas manifestaciones culturales que incluyen la música, la danza, las leyendas y tradiciones, las canciones, los proverbios populares, las bombas y retahílas, los cuentos, los refranes, los romances, las adivinanzas, los instrumentos coloniales y las canciones tradicionales, que son comunes y reconocibles por la mayoría de la población del país y que generalmente son utilizadas durante las festividades populares y patronales, y que varían de acuerdo a cada región y pueblo.

## Fundamentos
En general, el folclore posee cuatro fundamentos distintivos:
- Anónimo: los elementos no cuentan con un autor reconocible, sino que viene transmitido a través de las épocas, proveniente de pueblos antiguos.
- Popular: los elementos son gratos y en general, aceptados por el pueblo.
- Tradicional: los elementos han pasado de generación en generación.
- Cambiable: el pueblo es consciente de que los elementos le pertenecen y los ha transmitido transformándolos a través de las generaciones, según los hábitos, usos y costumbres regionales.

### Cultura del café

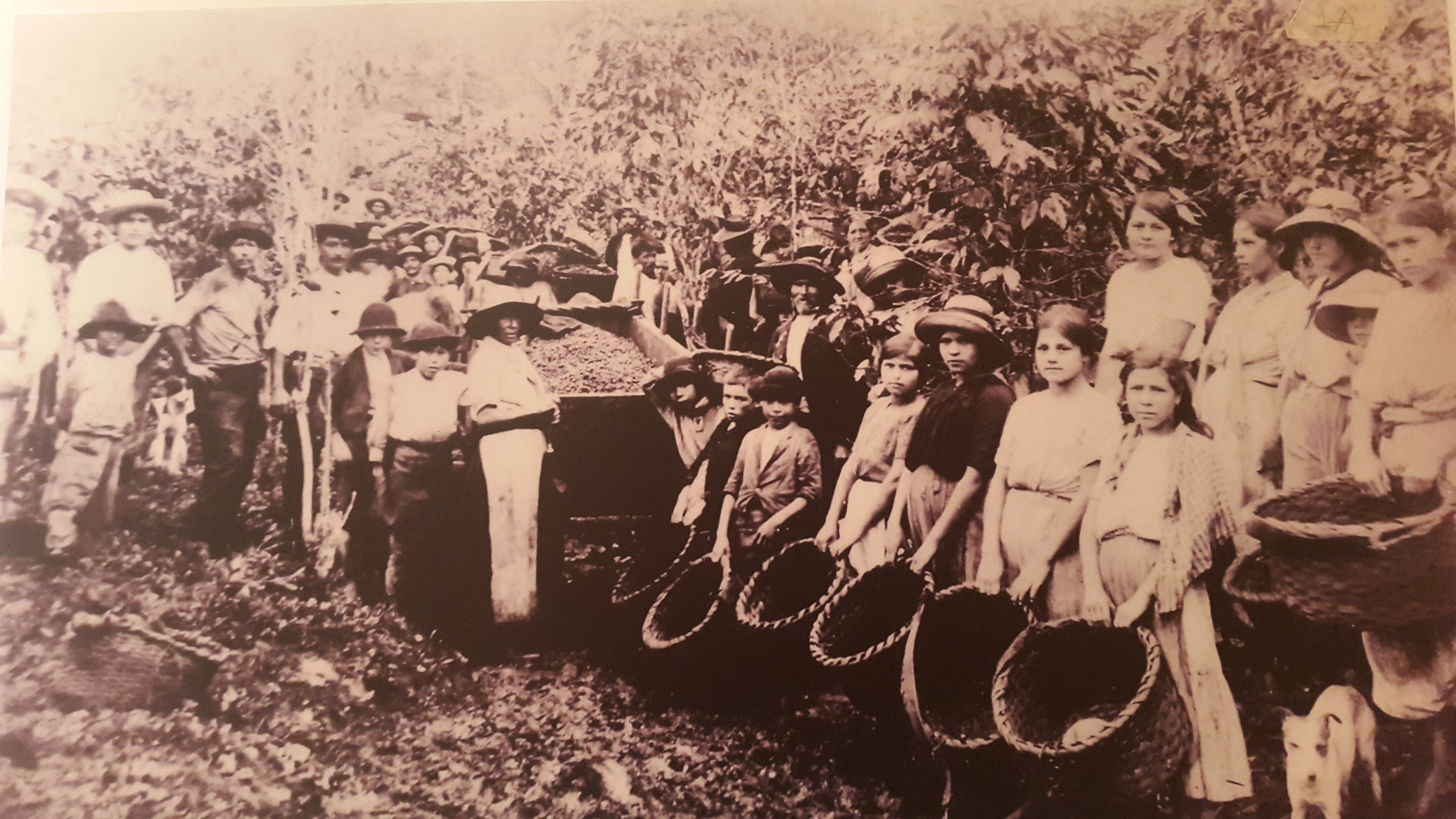
Fotografía de finales del que retrata a los recolectores de café en Costa Rica.

El café de Costa Rica fue, casi desde el nacimiento del país como nación independiente, la base de su economía y su principal motor de desarrollo. El cultivo del café a partir de mediados del siglo xix tuvo consecuencias sociales y culturales diferenciadas que funcionaron como parte de la construcción de la identidad nacional. La caficultura se ha prestado para la elaboración de símbolos, emblemas y estereotipos. En la actualidad, la temática del café es uno de los motivos más representados en las artes, las artesanías, el folclor y la cultura popular. Su presencia se halla presente en muchos de los símbolos que pretenden expresar identidad nacional: la carreta pintada, la casa de adobe, el paisaje rural del Valle Central, etc.
Para la época de la independencia, en 1821, Costa Rica ciertamente era la provincia más pobre y atrasada del Imperio Colonial Español. No obstante esto, para mediados de 1830 el país comenzó a mostrar signos de progreso y recuperación económica, debido principalmente a las ganancias que se obtenían de la economía del café, que se exportaba a Inglaterra. El café se convirtió en un agente civilizador, en el "grano de oro", dado que la prosperidad obtenida de su comercio se transformó en progreso económico y avances sociales, que luego fortalecieron el proceso de idealización y construcción de identidades. Se formó una clase de medianos y pequeños productores campesinos que ocuparon grandes territorios del Valle Central, aptos para el cultivo del café. Con el tiempo, se formó una élite social y política dominante enriquecida gracias a su cultivo. Esta oligarquía determinó los destinos políticos del país por muchos años, y en muchas ocasiones, de forma caprichosa y no siempre acertada.

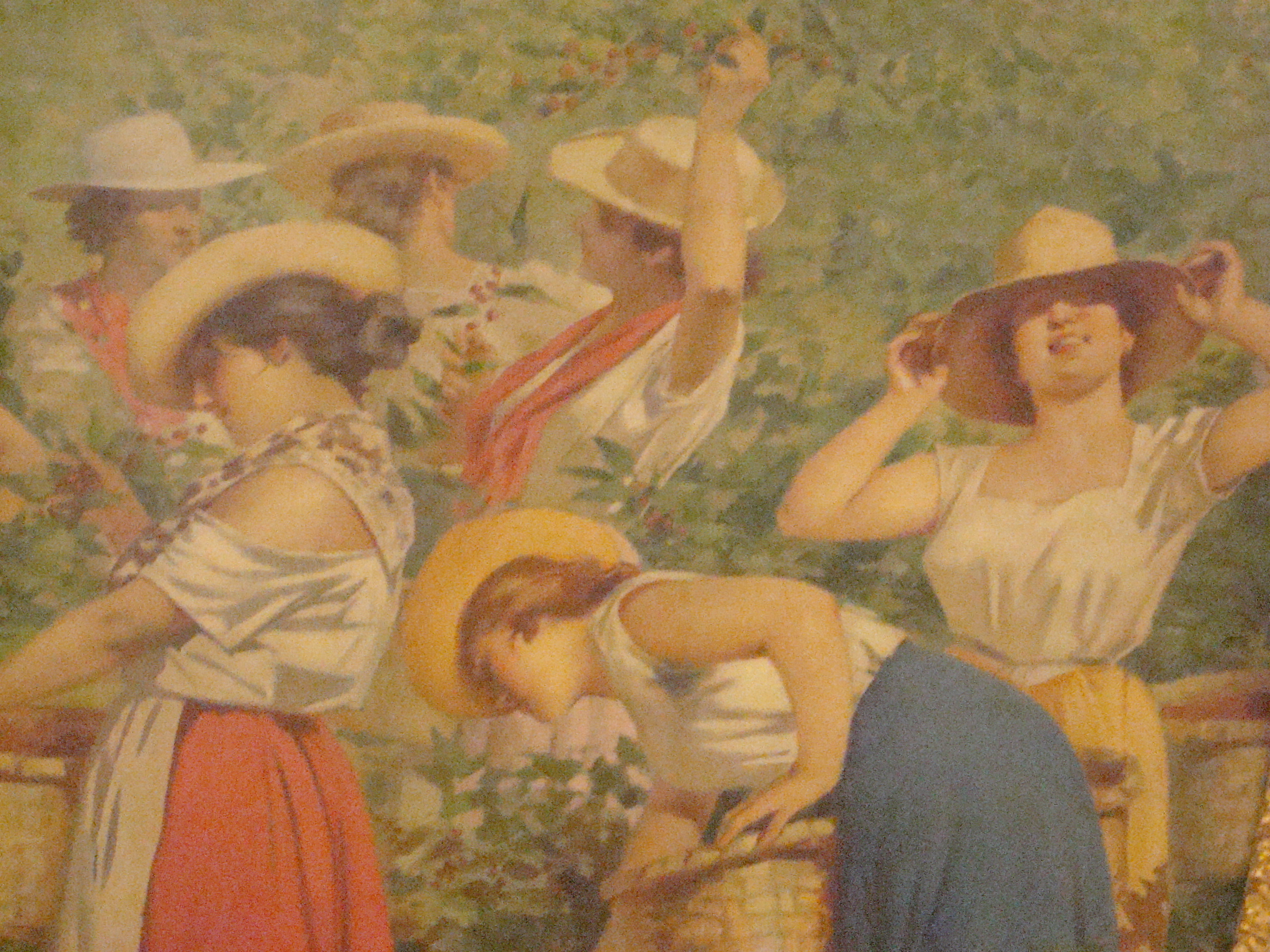
Detalle de Alegoría del café y el banano, de Aleardo Villa, en el techo del Teatro Nacional de Costa Rica, representa campesinas costarricenses recogiendo el grano de oro.

Durante el siglo xix, el café fue tema principal de billetes y monedas. De hecho, su imagen aún se encuentra presente en el escudo nacional. La literatura costumbrista plasmó el arquetipo del campesino del Valle Central con su aire jovial, sencillo, bonachón y algo ingenuo. Las primeras manifestaciones del arte y la arquitectura nacionales tuvieron al café como motivo y principal impulsor. El Teatro Nacional de Costa Rica fue edificado en 1897 parcialmente financiado con un impuesto a la venta del café. Las decoraciones y obras de arte presentes en este edificio, considerado joya y patrimonio histórico de la nación, son en gran medida alusivas a esta bonanza obtenida por la exportación del grano. El café llegó a convertirse en un mito símbolo de un pasado exitoso y la promesa de un futuro asegurado. Surgió la idea de que en Costa Rica se produce "el mejor café del mundo".

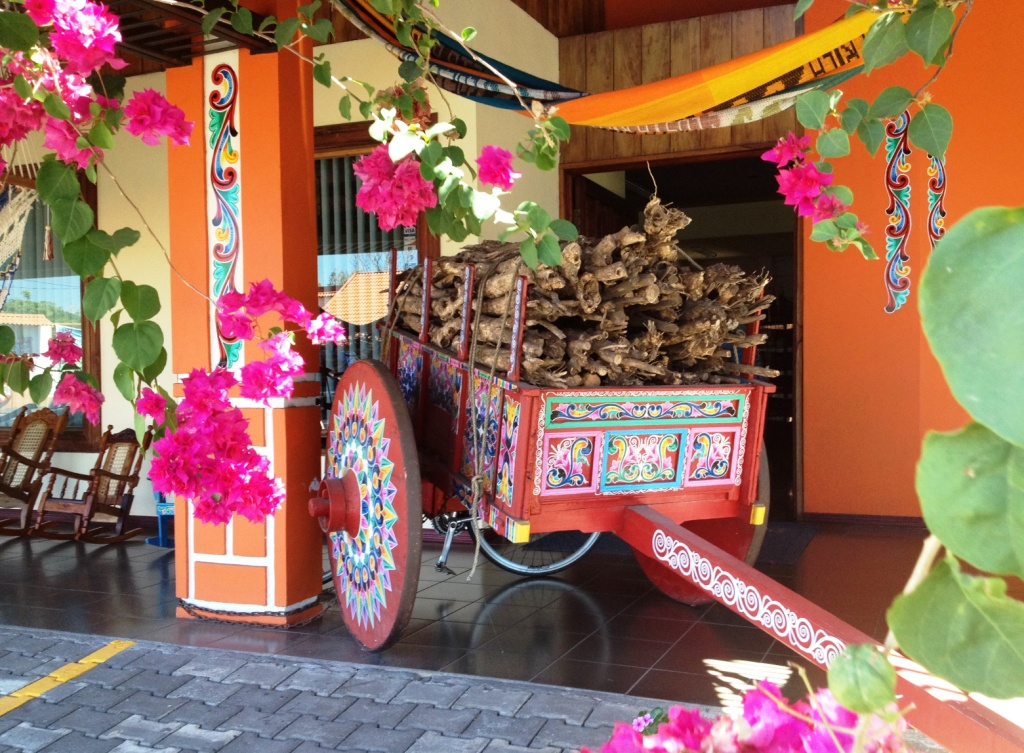
Las carretas como arte están íntimamente vinculadas al café dentro de la "cultura del café" de Costa Rica y tienen una tradición que data de más de tres siglos.

Con el tiempo, esta imagen idealizada y estereotipada, no necesariamente real, de una Costa Rica democrática, igualitaria y semirrural fue quedando plasmada en el imaginario colectivo, principalmente de los habitantes del Valle Central, representados como labriegos sencillos, descendientes de europeos, católicos, de tez blanca, afanados en la "cogida de café" en medio de extensos cafetales rodeados de pacíficas montañas, imagen simbólica opuesta al Caribe habitado por la población negra, protestante, de habla inglesa, dedicada al cultivo del banano y sometida a las vejaciones de una naturaleza adversa. No es sino hasta recientemente, con la comprensión de la naturaleza pluricultural y multirracial del país, que esa oposición simbólica entre el Valle Central y el Caribe ha comenzado a diluirse, evidenciando que Costa Rica es una tierra de contrastes culturales.
Con el siglo xx y la urbanización del Valle Central, los cafetales fueron desapareciendo ante el avance de la ciudad, y poco a poco el café dejó de estar apegado a la imagen de nación democrática e igualitaria, para convertirse en un vínculo con el pasado. Esta relación es más fácil de entender conforme el cultivo del "grano de oro" ha dejado de pesar en la economía nacional, al punto de que la mayoría de las familias costarricenses ya no dependen de él. Las "cogidas de café" pasaron a manos de los inmigrantes nicaragüenses y los indígenas ngöbe provenientes de Panamá, sin cuyo trabajo la recolecta del grano no sería posible.
A pesar de esto, el café continúa siendo un recurso mediante el cual se idealiza el pasado, manifestado en nuevas formas de expresión como el cultivo del café orgánico, "ecológico y en armonía con el ambiente", la producción del café gourmet, los coffee tours que atraen al turista extranjero, las artesanías más diversas asociadas al cultivo del café: el chorreador, la cafetera y la taza de lata, la carreta pintada y su yunta de bueyes, cargada de granos de café, las casitas de adobe, la mujer campesina con su enagua de colores, los canastos para recolectar el grano, el pañuelo, el machete y el chonete del campesino, etc.

### Cultura del banano

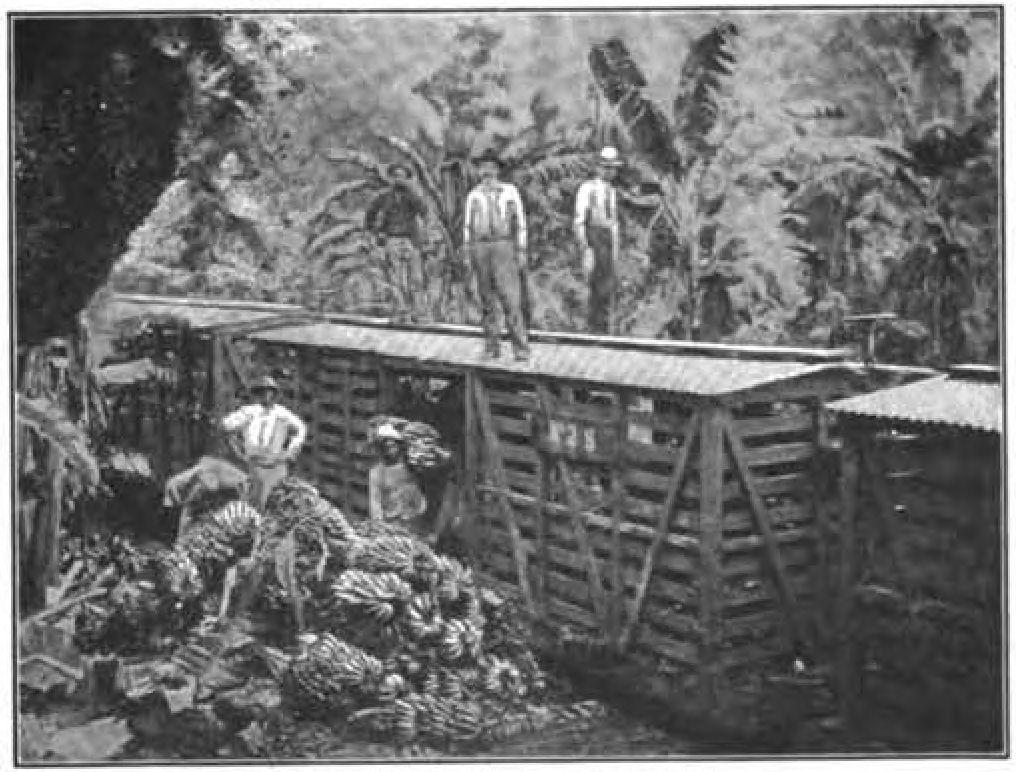
La producción bananera usó mano de obra afrocaribeña.

El Caribe costarricense, con su zona bananera y su dramática historia acaecida entre 1872 y 1985, con sus realidades y leyendas, ha tenido una contribución determinante en la mitología popular costarricense, y ha contribuido como tal a modelar una identidad cultural matizada con los sentimientos sociales solidarios consensuados, así como la percepción de la "hombría aventurera" del tico.
En oposición al Valle Central, el Caribe se presenta como una tierra exótica donde el dominio de la naturaleza y la injusticia social de la época exige la supervivencia del más fuerte. Con una visión más bien romántica, la "zona" se convirtió en una metáfora, un primer destino para el "sueño americano" de los costarricenses, un limbo sin Dios ni ley, una “tierra de hombres” (se ha calculado que, durante la época del auge bananero, había unos 1.000 hombres por cada 10 mujeres), una suerte de "Siberia misteriosa", donde había trabajo bien remunerado para cualquier hombre intrépido, o bien, prófugo de la justicia, cansado de una esposa inaguantable, con ganas de hacer dinero rápido, cambiar de vida o demostrar que era "muy macho", o simplemente la última alternativa para un necesitado de trabajo con el fin de mantener a sus hijos estudiando en el Valle Central.

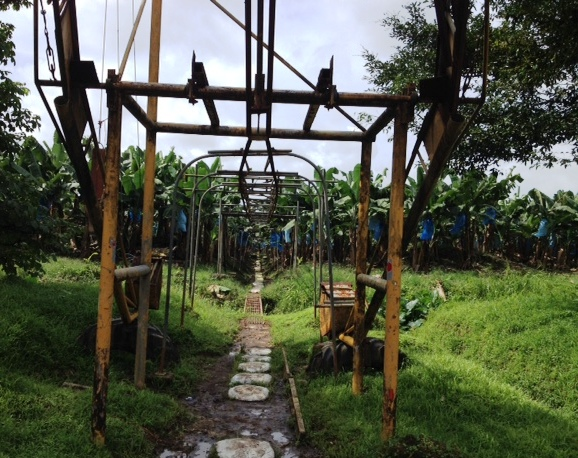
Carrileras en una finca de banano en Costa Rica.

La zona bananera pues, es un lugar donde confluye un crisol de razas: negros, chinos, italianos, indígenas, nicaragüenses y "cartagos", como se les llamaba a los costarricenses provenientes del resto del país.
A partir de esta mitología, el cultivo del banano en la zona caribeña de Costa Rica, dimensionado especialmente en el conflicto social que surge a partir de la marginación de las clases sociales bajas, representadas en el trabajador del ferrocarril, el trabajador de la plantación bananera, la mujer o el pequeño propietario campesino, ha tenido repercusiones que se van a ver reflejadas en especial en la literatura costarricense, sobre todo en los autores y obras surgidas en la época entre 1920 y 1940. La marginación de estas mayorías populares, opuestas al papel liberal del Estado, aliado a la todopoderosa y multiforme United Fruit Company, figura de la entrega del capital nacional al extranjero, así como la aparición del ideal comunista como movimiento de vanguardia y reacción social, es temática central de obras como Bananos y hombres (Carmen Lyra, 1931), Juan Varela (Adolfo Herrera García, 1939), algunos Cuentos de angustias y paisajes (Carlos Salazar Herrera, 1940), Mamita Yunai (Carlos Luis Fallas, 1941, considerada obra cumbre sobre el tema), Puerto Limón (Joaquín Gutiérrez Mangel, 1950), varias de las Historias de Tata Mundo (Fabián Dobles, 1956), y Limón Blues (Anacristina Rossi, 2002), donde la zona bananera del Caribe es escenario de esta lucha social.

### Cultura del cacao

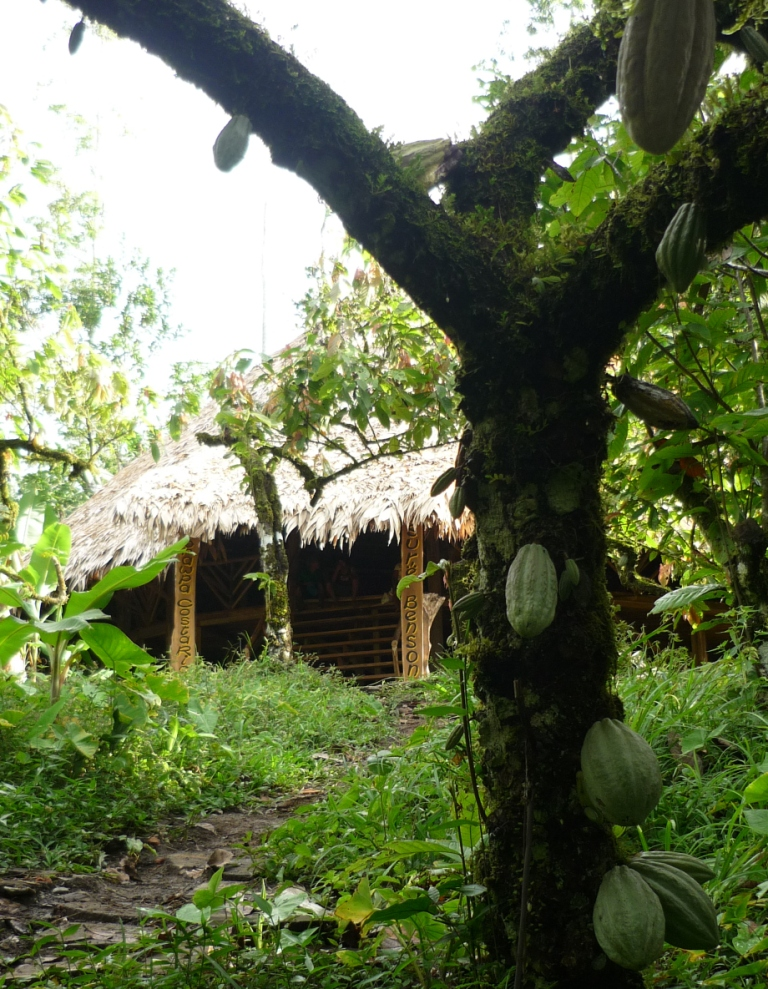
Cacaotal alrededor del Usuré (rancho ceremonial Bribri) en la comunidad indígena de Yorkín, Talamanca, Costa Rica, 2014

Un tanto olvidada en el Valle Central ha quedado la influencia del cacao en la conformación de la cultura costarricense, pero su huella en el imaginario colectivo es imborrable, por ser el hilo socioeconómico conductor entre la cultura indígena ancestral y la historia posterior a Colón. Ha aparecido cíclicamente en momentos claves, normalmente asociado a la zona caribeña y sus culturas predominantes: la indígena y caribeña, ambas con una contribución indiscutible a la cultura nacional.
Durante milenios, cientos de generaciones han sobrevivido a la sombra del cacaotero, los niños han chupado sus semillas para limpiarlas a escondidas de sus padres, los jóvenes han esperado el sol de cada día para secarlas y allí han encontrado sus parejas, los mayores cuidan todos los detalles y ritos para obtener el primer “grano de oro” de Costa Rica.
Antes de la colonización española y no se sabe desde cuándo, la semilla de cacao era usada por los indígenas como medio de cambio, como lo consignó en sus descripciones de la zona de Nicaragua y Costa Rica el conquistador Gonzalo Fernández de Oviedo a inicios del siglo XVI. El cacao fue uno de los primeros motores de la economía colonial de Costa Rica, estableciendo un ciclo económico entre 1727-1747, cultivándose principalmente en la zona de Matina. Su uso como moneda continuó de hecho hasta finales del siglo XIX, cuatro siglos después de iniciada la colonización y casi un siglo después de la independencia nacional.
El consumo del cacao como parte de la cultura costarricense tiene sus raíces en la época precolombina. Para los bribris, Sibú había creado a las personas a base de semillas de cacao (ditsö). La esposa de Sibú, Tsuruh, era la personificación del cacao, y sus coloridos vestidos eran la flor de esta planta. Los indígenas de la Región Central y Atlántica de Costa Rica elaboraron jarrones que se utilizaban en festivales religiosos y funerarios, en los que calentaban chocolate y chicha para su consumo ritual. Fernández de Oviedo, durante su visita al Reino de Nicoya, señala que en Nicoya y en la isla de Chira, el cacao se usaba también con fines medicinales, a partir de la elaboración de una manteca especial para curar heridas y mordeduras por serpientes.  Durante la época colonial, los colonos costarricenses acostumbraban tomar bebidas hechas a base de cacao durante tres tiempos del día: durante el desayuno, en el cual se consumía una bebida caliente entre las 5 y 6 de la mañana; a la tarde, cuando se tomaba el tibio, bebida de cacao generalmente sin azúcar, o el chilate (que todavía se prepara en lugares como Alajuela), hecho de maíz tostado y molido con cacao más chile y agua; y a las 7 de la noche, se tomaba el chocolate, espumoso y bien batido, para ir a dormir.
El cacao, al igual que las esferas de piedra, continúa fuertemente arraigado en el inconsciente colectivo como una conexión viva con las raíces ancestrales. Para un tico, el sabor del cacao es el sabor de la historia.

### Tradición del boyeo y la carreta típica

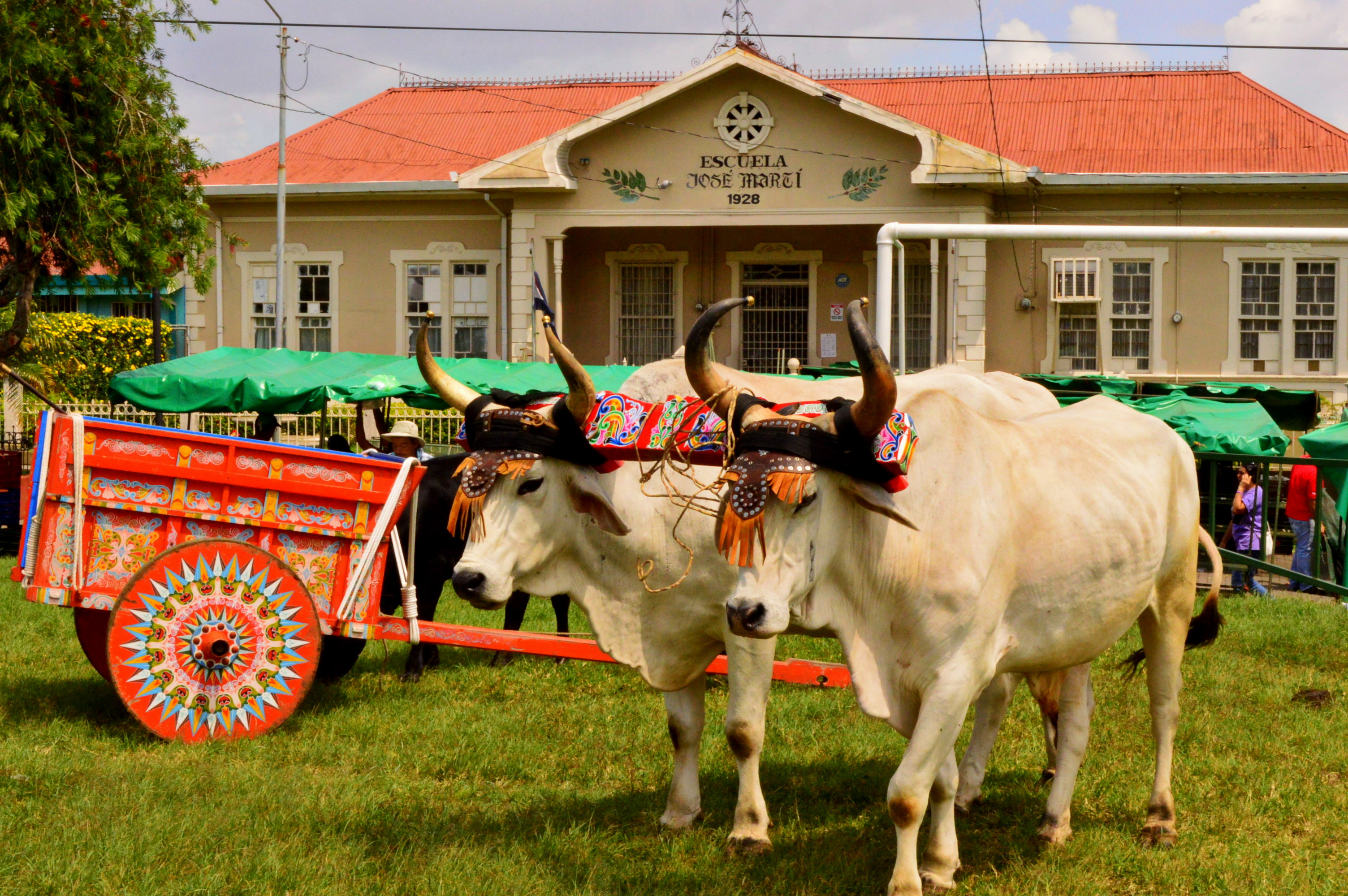
Desfile de boyeros en San Isidro de Heredia.

La fabricación de carretas de bueyes pintadas de forma característica es una de las tradiciones culturales más famosas de Costa Rica tanto a nivel nacional como internacional. La carreta fue el medio de transporte por excelencia durante la colonia y gran parte de los inicios de la vida independiente del país, en especial en lo que se refiere al transporte del grano de café desde el Valle Central hasta Puntarenas para su posterior exportación. El café fue, durante el siglo XIX y gran parte del siglo XX, impulso del desarrollo económico del país.

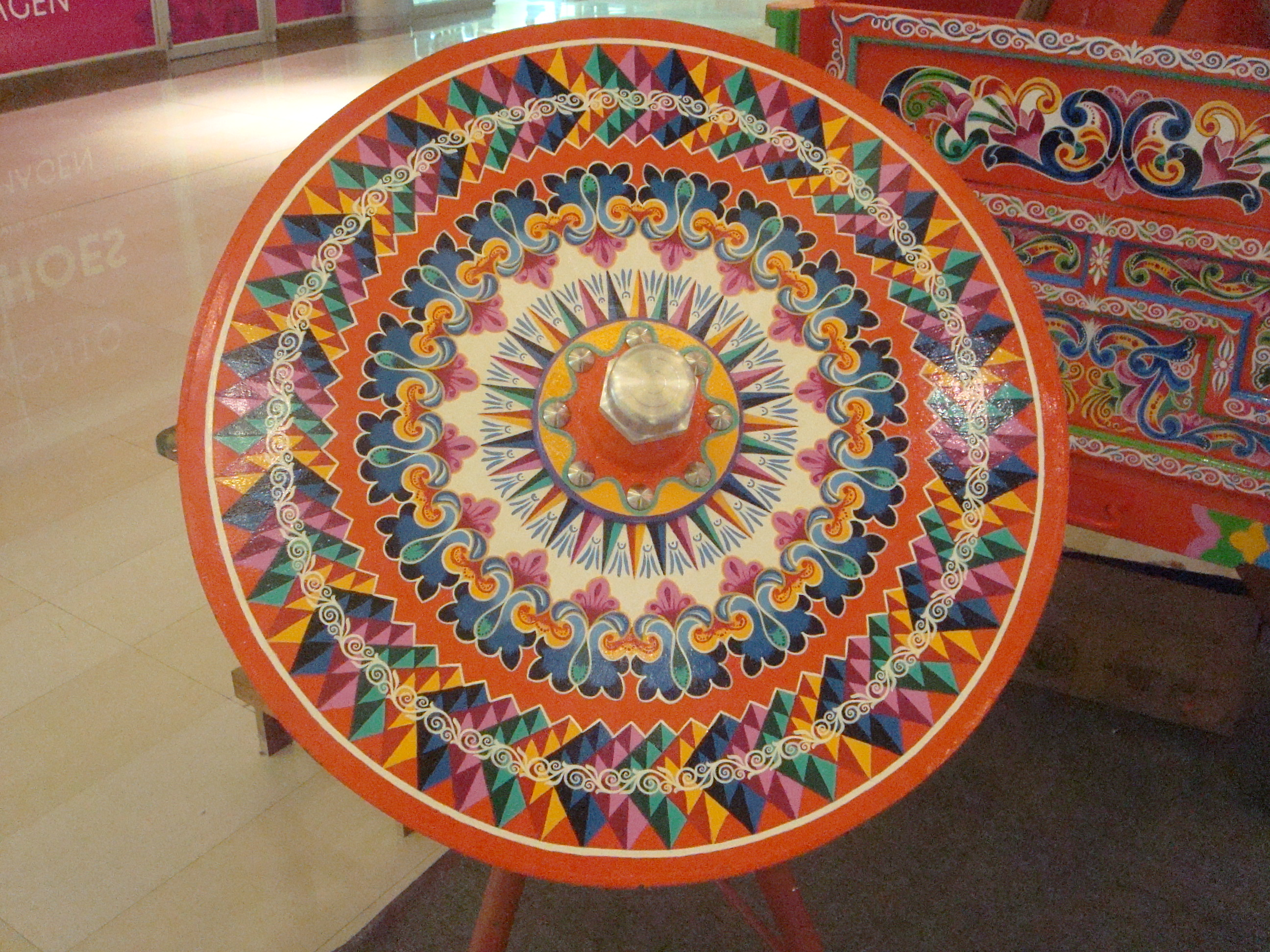
Rueda de carreta típica.

El arte de la carreta pintada se caracteriza por la coloración en formas geométricas, flores, rostros y paisajes en miniatura, además de las características puntas de estrella, todo lo cual se hace a mano. Generalmente, la carreta se pinta de color anaranjado, blanco o rojo, y encima se le pintan los diseños característicos, que en el pasado también se utilizaban para identificar la comunidad o lugar de procedencia del boyero. La elaboración de estas carretas es especialmente conservada en el cantón de Sarchí, aunque las celebraciones a los boyeros (el que cuida y guía los bueyes que jalan las carretas) se realizan en diversos cantones a lo largo y ancho del país, como Escazú, donde se celebra el Día Nacional del Boyero, los segundos domingos del mes de marzo en el distrito de San Antonio de Escazú, donde se realiza un colorido desfile de carretas que recorre las calles principales del cantón.
La tradición del boyeo y la carreta típica costarricense es Obra Maestra del Patrimonio Oral e Inmaterial de la Humanidad de la Unesco desde el 24 de noviembre de 2005. Además, la carreta es uno de los símbolos patrios de Costa Rica, pues simboliza la cultura de la paz y el trabajo del costarricense, la humildad, la paciencia, el sacrificio, y la constancia en el afán por alcanzar los objetivos trazados del pueblo costarricense.

### Trajes típicos

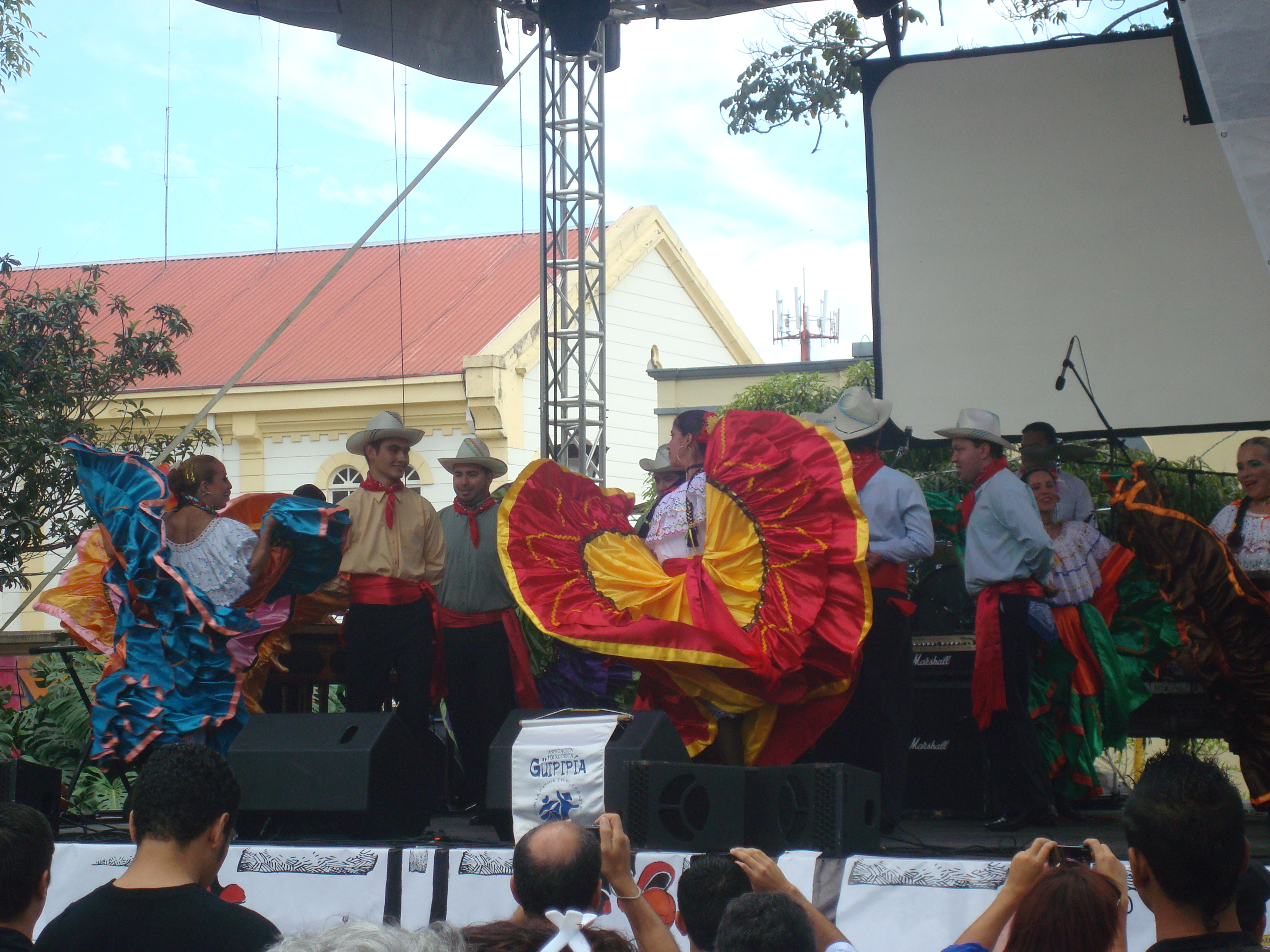
La enagua de vuelos amplios es parte de la indumentaria del traje típico.

Los trajes típicos representan uno de los elementos más importantes del patrimonio histórico y cultural de Costa Rica. Cada región y provincia del país tiene su propio traje de gala o de trabajo, con folclor e historia detrás. Aunque el traje es de tipo tradicional, ha ido sufriendo cambios tanto en las áreas rurales como urbanas, debido a factores históricos. También existen varios factores que influyen en la manera de vestir: condiciones geográficas, climáticas, económicas y sociales. Los trajes típicos se basan en la funcionalidad y la comodidad para poder realizar las tareas diarias, o para protegerse del clima o las inclemencias naturales. En la actualidad, los trajes típicos son parte fundamental de las actividades cívicas y folclóricas de cada pueblo del país. Se utilizan en actos conmemorativos, fiestas patrias y actos culturales.
En el traje típico tradicional, predominan los colores patrios dedicados a la bandera nacional, que son utilizados principalmente en las actividades cívicas como las celebraciones de la Independencia, la Anexión del Partido de Nicoya o el 11 de abril. También existen trajes dedicados a las leyendas costarricenses, a la flor nacional, a tradiciones locales, a música y danzas de cada pueblo, fiestas populares y otras.

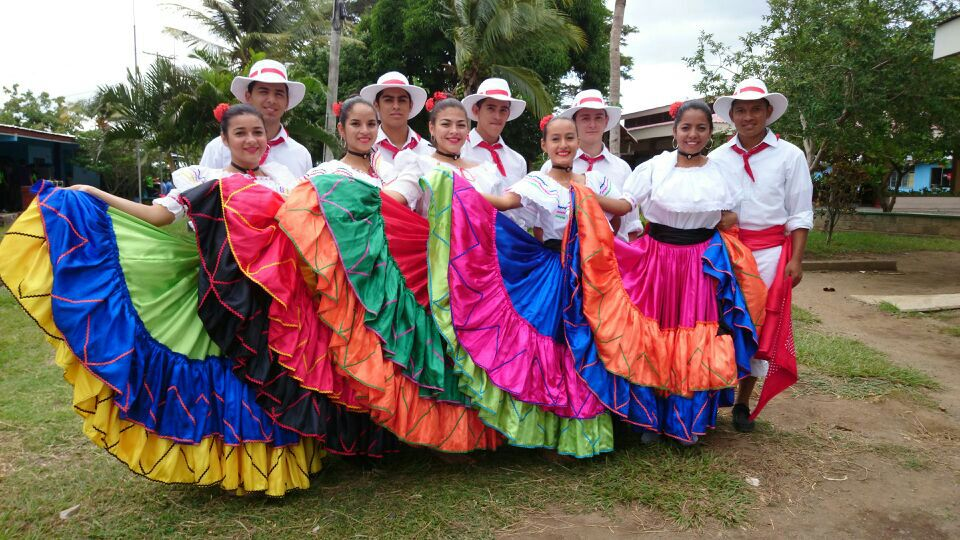
Los trajes típicos representan uno de los elementos más importantes del patrimonio histórico y cultural de Costa Rica.

El traje típico de Costa Rica se ha ido generalizando, de tal manera que los cambios se dan en la combinación de colores que se utilizan, con predominio de los colores vivos. La mujer generalmente utiliza una blusa blanca con vuelos, de color blanco, con ribetes de diferentes combinaciones de colores. Característica es la falda de vuelos amplios, larga hasta el tobillo, de elástico en la cintura y vivos colores, cuyo diseño recuerda a la rueda de carreta típica pintada. Durante los bailes folclóricos, las mujeres agitan esta falda dándole mucho colorido a la interpretación de la pieza. Se utilizan sandalias de cuero en los pies, aretes y se adornan la cabeza con trenzas, moños y flores, preferiblemente la guaria morada, flor nacional. En ocasiones cargan canastas llenas de flores o portan un delantal que hace juego con la blusa.
El hombre lleva sombrero de ala pequeña. Dependiendo del personaje que representa, el sombrero puede ser de tela blanca (comúnmente conocido como "chonete"), cuando representa al campesino, o bien, un sombrero de paja cuando se representa una persona de más recursos, como el gamonal. Mientras en la mujer destaca la falda, el elemento indispensable del hombre es el pañuelo, que puede ser rojo o azul, con decorados de figuras semejantes a los que se observan en las carretas típicas pintadas. El pañuelo puede ir anudado al cuello o en las manos, o atado a la cintura. La camisa es blanca o de color claro, con pantalón largo. Un fajón de tela hace de cinturón. El caite constituye el calzado. Pueden cargar alforjas o machete.
El primer traje típico costarricense que se conoce históricamente es el indígena, que empezó a ser utilizado en el país luego del descubrimiento y la conquista. Entre los trajes indígenas que sobreviven hasta la actualidad, el que usa la mujer de la etnia ngöbe, de la zona sur del país, es uno de los más conocidos, tejido de pequeños cuadros de tela de muchos colores.
Otro traje típico distintivo es el que corresponde a la provincia de Limón, que revela influencia afroantillana y británica y difiere del traje tradicional del Valle Central y Guanacaste. Era especialmente utilizado en los bailes de cuadrilla, incluyendo elementos como guantes blancos, chaleco, camisa de algodón y zapatos de charol en el hombre, y la enagua de colores estampados o el turbante africano en la mujer.
Los trajes típicos son parte fundamental de las actividades cívicas y folclóricas de cada pueblo del país. Se utilizan en actos conmemorativos, fiestas patrias y actos culturales como las celebraciones de la Independencia, la Anexión del Partido de Nicoya o el 11 de abril. Cada región y provincia del país tiene su propio traje de gala o de trabajo, con folclor e historia detrás, con detalles específicos, como el traje indígena de la etnia ngöbe o el que corresponde a la provincia de Limón, que revela influencia afroantillana y británica. Varios factores que influyen en la manera de vestir: condiciones geográficas, climáticas, económicas y sociales. El traje típico más conocido es el que recuerda al campesino del Valle Central, en el cual la mujer utiliza una blusa blanca y una vistosa y larga falda de vuelos amplios y vivos colores, se peina con una trenza, maquillada y con flores en la oreja, mientras que el hombre lleva camisa blanca, pantalón blanco u obscuro, un sombrero de ala pequeña conocido como "chonete", machete al cinto, y el pañuelo, llevando en la mano o anudado al cuello o a la cintura, que puede ser rojo o azul. Tanto la falda como el pañuelo llevan decorados que recuerdan a las carretas típicas pintadas.

### Música folclórica
La música folclórica de Costa Rica es una expresión de la cultura costarricense, y como esta, está compuesta por diversos ritmos tradicionales que han llegado de muchas partes, abarcando desde la música indígena y las tradiciones europeas, hasta los ritmos afroantillanos. La mayoría de los ritmos musicales folclóricos de Costa Rica se combinan con otras expresiones culturales, como la danza, las bombas y retahílas, la vestimenta tradicional y los instrumentos musicales. Esta música y sus ritmos suelen asociarse a los días festivos cívicos, religiosos y populares. Se produce en cuatro zonas específicas del país: Guanacaste, el Valle Central, Limón y Puntarenas, no obstante, cada provincia cuenta con su propia idiosincrasia, además la música amerindia está presente en las diversas zonas y complementa la cultura nacional.
Entre los géneros musicales, destacan el punto guanacasteco, declarado el baile nacional; el tambito, popular en el Valle Central y Guanacaste; el calipso limonense, ritmo afroantillano declarado patrimonio nacional; y el aire nacional, en el que se han compuesto algunas canciones consideradas himnos nacionales, como Caña dulce y Guaria morada. Otros ritmos autóctonos son la parrandera, las batambas, los arranca terrones, los garabitos, las camperas y otras. A lo largo de la historia del país, con la inmigración, se adoptaron ritmos musicales provenientes de otros países, que se fusionaron con estilos locales para dar lugar a nuevas expresiones musicales: la mazurca, la polka, el vals, el pasillo, el corrido, la balada, el bolero, etc.
Muchos instrumentos musicales son herencia que proviene del pasado precolombino, la colonia española y la inmigración afroantillana. Entre estos destacan la marimba, símbolo nacional e instrumento considerado básico en las expresiones musicales tradicionales de Costa Rica; el quijongo, de legado africano, que tiene dos tradiciones distintas en las provincias de Guanacaste y Limón, de herencia colonial en la primera y producto de la inmigración caribeña en el caso de la segunda; instrumentos de origen indígena como las ocarinas; instrumentos coloniales como la guitarra, la mandolina, el acordeón, etc.
Entre los compositores, músicos y letristas más importantes de la música folclórica costarricense pueden citarse a Héctor Zúñiga Rovira, Jesús Bonilla, Mario Chacón Segura, Walter Ferguson, Aníbal Reni, Manuel Monestel, Lorenzo «Lencho» Salazar, María Mayela Padilla, Carlos Guzmán Bermúdez, entre muchos otros.
La música folclórica de Costa Rica es producto de la interacción de varios grupos culturales, desde la música indígena y las tradiciones europeas, hasta los ritmos afroantillanos. Sus ritmos musicales se combinan con otras expresiones culturales, como la danza, las bombas y retahílas, la vestimenta tradicional y los instrumentos musicales. Esta música y sus ritmos suelen asociarse a los días festivos cívicos, religiosos y populares. Entre los géneros musicales más reconocibles, destacan el punto guanacasteco, el baile nacional; el tambito, popular en el Valle Central y Guanacaste; el calipso limonense, ritmo afroantillano declarado patrimonio nacional; y el aire nacional, en el que se han compuesto algunas canciones consideradas himnos nacionales, como Caña dulce y Guaria morada. También se adoptaron ritmos musicales de otros países, que se fusionaron con estilos locales para dar lugar a nuevas expresiones musicales: la mazurca, la polka, el vals, el pasillo, el corrido, la balada, el bolero, etc. Muchos instrumentos musicales son herencia del pasado precolombino, la colonia española y la inmigración afroantillana: la marimba, el quijongo, de legado africano, que tiene dos tradiciones distintas en las provincias de Guanacaste y Limón, de herencia colonial en la primera y producto de la inmigración caribeña en el caso de la segunda; instrumentos de origen indígena como las ocarinas; instrumentos europeos como la guitarra, la mandolina, el piano, el acordeón, etc.

### Tradiciones, costumbres, fiestas, bailes y comida tradicional

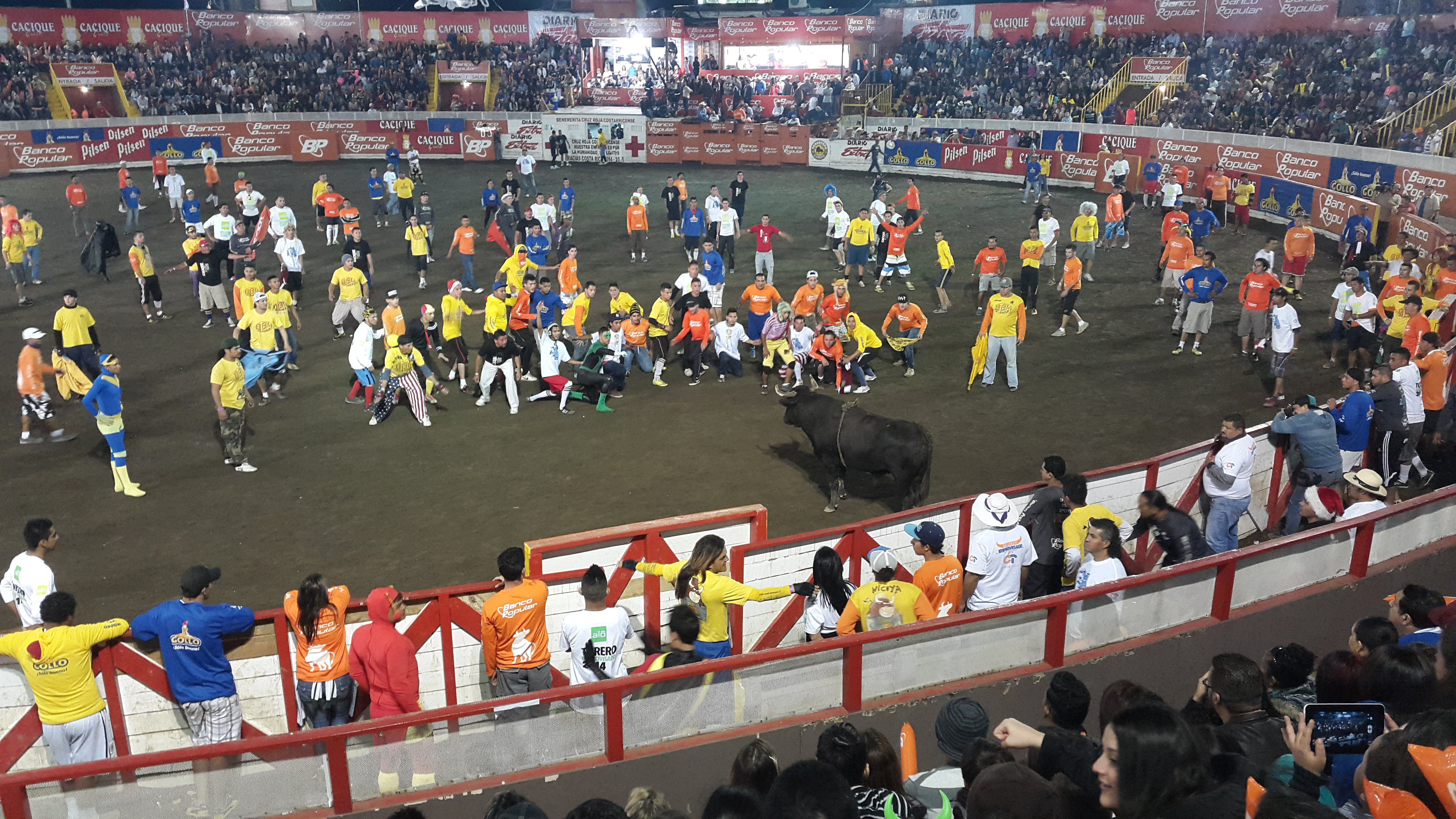
Corrida de toros "a la tica" en las Fiestas de Zapote.

Entre las tradiciones costarricenses, se destacan festividades que combinan la influencia indígena con la europea, festividades cívicas y festividades populares. Existen algunas celebraciones que reflejan la herencia indígena, siendo una de las más importantes el juego de los diablitos de Boruca en Rey Curré, que se celebra los fines de año en el cantón de Buenos Aires de Puntarenas. Algunas fiestas religiosas reflejan sincretismos entre las creencias indígenas y la tradición católica, como por ejemplo la Danza de la Yegüita en Nicoya, que se celebra en honor a la Virgen de Guadalupe y está basada en una leyenda local, o el baile de los indios promesanos durante la celebración del Cristo Negro de Esquipulas en Santa Cruz de Guanacaste.
Entre las celebraciones de índole folclórico y popular, destacan las fiestas de Zapote el fin de año. También son populares las fiestas de Palmares. Cada pueblo tiene también sus propias festividades locales, con algún factor distintivo propio de cada comunidad (por ejemplo, la Fiesta del Tamal en Aserrí, la Chicharronada en Puriscal, la Carrera de las Mulas en Parrita, la Fiesta del Boyero en Escazú, los Carnavales de Puntarenas o de Limón, etc), todas ellas contando con denominadores comunes como la presentación de la mascarada tradicional costarricense a ritmo de cimarrona, los topes y cabalgatas, los carnavales, las corridas de toros "a la tica", la monta de toros, las carreras de cintas y los turnos. Existen particularidades como las de la localidad de Ortega de Bolsón (Guanacaste), donde se celebra la lagarteada (caza de un lagarto que luego se libera) el Viernes Santo. Cada localidad tiene sus propias festividades patronales. Otras celebraciones de importancia a nivel nacional son la celebración del Día de la Madre el 15 de agosto; el desfile de los faroles el 14 de septiembre (víspera del Día de la Independencia); la decoración de carretas típicas, las pulperías de pueblo, etc.
El punto guanacasteco es una danza folclórica autóctona de Costa Rica, considerado el baile nacional del país. También es conocido como "baile o son suelto", ya que la pareja baila suelta.
Dennis Meléndez Howell establece que el punto es una danza de origen dominicano que se extendió a Cuba y Costa Rica. Generalmente, el punto no tiene letra, y se acompaña con "bombas", tipo de verso que se intercala cuando se interrumpe la música a solicitud de los danzarines, a modo de la copla española y la trova colombiana. Se considera la versión costarricense de la payada española popular en América del Sur (Bolivia, Chile, Uruguay y Argentina).
Por su parte, el investigador y profesor de la Sede del Pacífico de la Universidad de Costa Rica (UCR), Mario Solera Salas, considera que el punto guanacasteco es una adaptación costarricense del punto panameño. En su artículo "Tamborito chiricano puntarenense", el investigador logró obtener una serie de testimonios, en los que pudo determinar que inmigrantes panameños provenientes de la Provincia de Chiriquí, en el último cuarto del siglo XIX y principios del siglo XX, introdujeron el punto a Puntarenas, que posteriormente pasaría a Guanacaste.
Entre las tradiciones costarricenses, se destacan festividades que combinan la influencia indígena con la española, festividades religiosas, festividades cívicas y festividades populares. Existen algunas celebraciones que reflejan la herencia indígena, siendo una de las más importantes el juego de los diablitos de Boruca en Rey Curré, que se celebra los fines de año en Buenos Aires de Puntarenas. Algunas fiestas religiosas reflejan sincretismos entre las creencias indígenas y la tradición católica, como por ejemplo la Danza de la Yegüita en Nicoya, que se celebra en honor a la Virgen de Guadalupe. Para el pueblo que profesa la religión católica, es importante la romería a Cartago para visitar a La Negrita. Otra celebración destacada es la del Cristo Negro de Esquipulas en Alajuelita y Santa Cruz. La reunión de Nochebuena el 24 de diciembre y las procesiones religiosas de Semana Santa son otras festividades con trasfondo religioso que se celebran tradicionalmente en el país.
En cuanto a la comida tradicional de Costa Rica, de acuerdo a información detallada por el Ministerio de Cultura, los sabores, especias e ingredientes utilizados en la preparación de los platillos son una parte esencial y fundamental de nuestra idiosincrasia.
En los primeros se caracterizó por el uso del maíz “el pan de trigo era poco consumido, lo mismo que el arroz. El maíz ocupaba un lugar especial en la mesa de la mayoría de la población, la tortilla formaba parte de la alimentación básica junto con los frijoles. Sin embargo, con el pasar de los años esto fue cambiando y nuestros abuelos fueron creando platillos especiales de acuerdo a las regiones, como se destaca a continuación:
Región Chorotega, la cual forma parte Guanacaste, tiene el famoso refresco de Horchata, atolillo, picadillo de quelites, jocotada, chanfaina, gallina achiotada, rosquillas, entre otros.
Región Huetar Norte, que tiene como lugares Guatuso, San Carlos y Sarapiquí, y las zonas fronterizas con Nicaragua, tiene como tradición el refresco de piña con arroz, miel de ayote, prestiños, tártaras, plátano frito con natilla, entre otros.
Región Huetar Caribe, abarca la provincia de Limón, tiene el delicioso Rice and Bean, el  pati, cacao tostado, pan bon, pinolillo, el refresco agua de sapo.
Región Central compuesta por la provincia de Cartago, una parte de San José, Alajuela y Heredia, se destacan los zapallitos rellenos, arroz con leche, sobado, chinchiví, melcochitas, toronja rellena, empanadas de chiverre, pan dulce de chiverre, sopa negra, gallos de frijol y otra delicias.

### Tradiciones religiosas

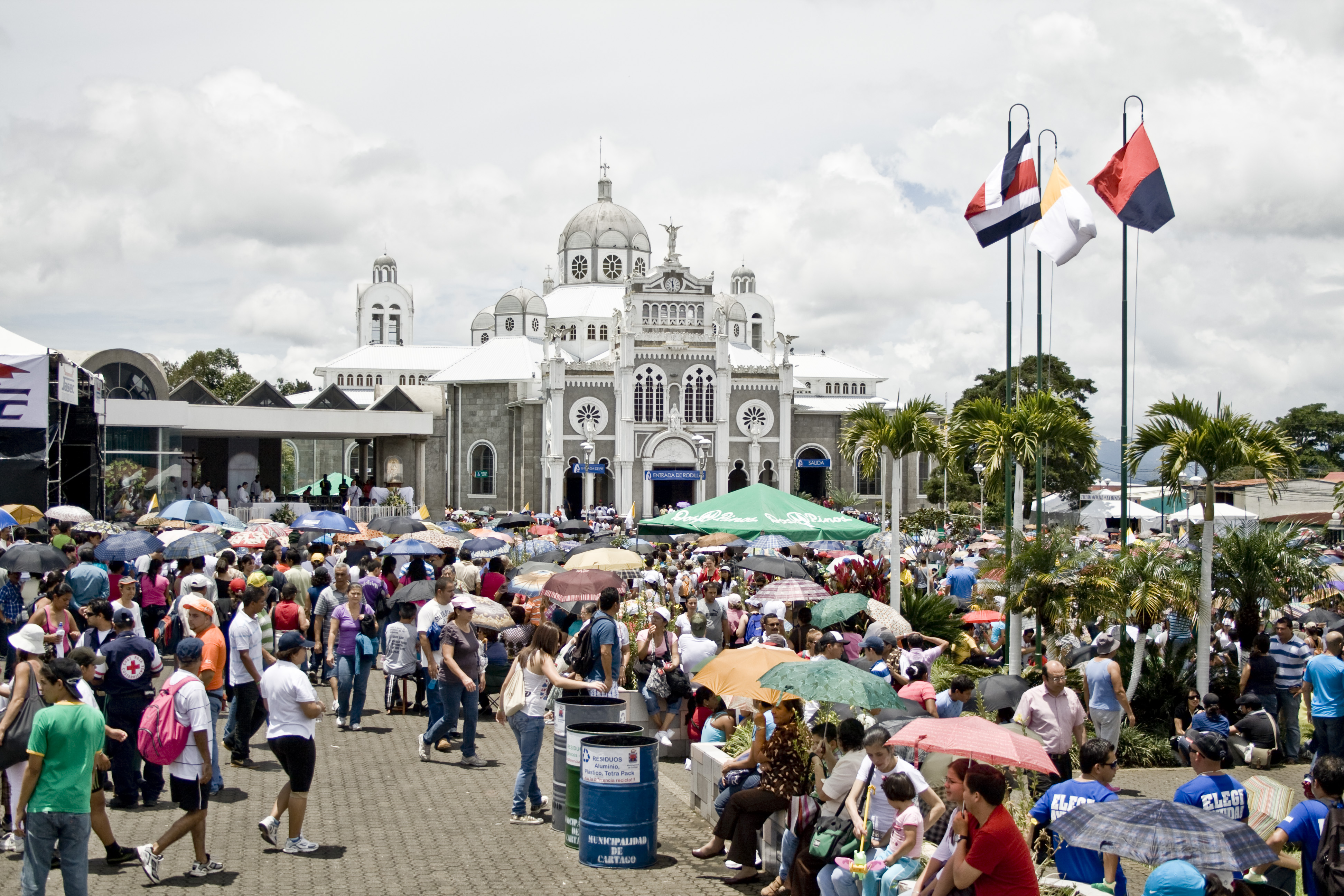
La romería a Cartago.

Costa Rica es un país con libertad religiosa, donde la religión cristiana católica, con sus celebraciones y festividades heredadas de la colonización española, sigue siendo la de mayor número de seguidores, aunque la nación ha experimentado a lo largo de los siglos XX y XXI un aumento de las denominaciones protestantes y del número de ateos y agnósticos, además de la presencia de creencias religiosas ligadas a etnias como el budismo, el judaísmo y el islam, cada una con sus propias manifestaciones culturales.
Entre las celebraciones religiosas católicas más importantes, con impacto a nivel nacional, está la romería a Cartago el 2 de agosto, en la cual las personas caminan hacia esa ciudad para visitar el templo de Virgen de los Ángeles, llamada por el pueblo "La negrita", por el color de la piedra en la que está labrada la imagen, y agradecer o pedir favores. Relacionada con esta festividad está la tradicional pasada de La Negrita en el mes de septiembre. Las celebraciones a La negrita se basan en la leyenda de la aparición de la imagen de la Virgen, una pequeña escultura de una mujer con un niño en brazos esculpida en una aleación de jade, grafito y andesita, a una mujer indígena en el año de 1635, en las afueras de la Puebla de los Pardos, una aldea cerca de Cartago. En el sitio en que apareció la imagen se levantó la Basílica de Nuestra Señora de los Ángeles. Los fieles atribuyen a la Virgen numerosos milagros o viajan para solicitarle ayuda.
Se ha considerado el culto a la Virgen de los Ángeles como un sincretismo religioso que permitió satisfacer las necesidades espirituales de las masas campesinas mestizas, mulatas y españolas de la época, permitiendo de alguna manera una mayor integración de estos grupos sociales durante la Colonia y la posterior cohesión de estos grupos para desarrollar una idiosincrasia costarricense.
Para el pueblo que profesa la religión católica, es también importante la celebración del Cristo Negro de Esquipulas, sobre todo en el cantón de Santa Cruz y el cantón de Alajuelita. Otra celebración religiosa católica importante son las celebraciones en honor a la Virgen de Guadalupe que se realizan en Nicoya en diciembre. La reunión de Nochebuena el 24 de diciembre y las procesiones religiosas de Semana Santa son otras festividades con trasfondo religioso que se celebran tradicionalmente en el país.
Además, cada grupo religioso celebra sus festividades sagradas de acuerdo a su religión (Pascua, Hanuka, Ramadán, etc).

### Cuentos, leyendas y supersticiones

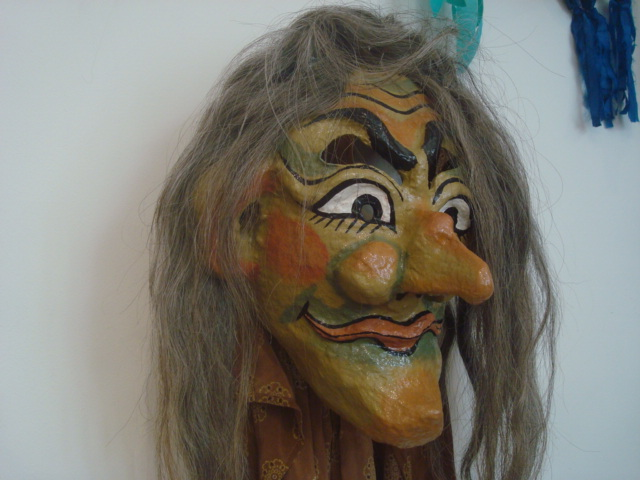
Cuentos y leyendas de brujas, aparecidos, espantos y fantasmas abundan en distintas partes de Costa Rica.

Las leyendas costarricenses han sido transmitidas de forma oral desde épocas precolombinas y coloniales. Dentro del sistema de creencias indígenas, las más estudiadas corresponden a la cosmovisión y mitologías de los pueblos indígenas que persisten hasta la actualidad, como bribris, cabécares y malékus. Posterior a la llegada de los españoles y afroantillanos, la mitología costarricense se ha enriquecido con el sincretismo cultural que conlleva el contacto de las creencias de estos grupos étnicos. 
Las leyendas de la tierra son leyendas propias de alguna zona geográfica del país que narran hechos que ocurrieron en esos lugares y que influyeron para darle su estatus actual, y que se caracterizan por su fuerte influencia indígena. Dentro de ellas se citan las leyendas acerca del cerro Zurquí, del cerro Tapezco, del volcán Irazú, del volcán Turrialba, de la isla de los Negritos, del tesoro de la Isla del Coco, etc.
Las leyendas de la religión como su nombre lo indica, tienen una fuerte tradición religiosa, generalmente católica, que narra apariciones o manifestaciones de la voluntad divina en suelo costarricense, como lo pueden ser la aparición de la Virgen de los Ángeles en Cartago, los milagros del Cristo Negro de Esquipulas en Santa Cruz de Guanacaste y la aparición de la Virgen de Guadalupe en Nicoya en la forma de una yegua negra, que se celebra anualmente con la tradicional Danza de la Yegüita.
Las leyendas de la magia se encuentran dominadas por la presencia de los espantos, espectros fantasmagóricos que en general tienen una función moralizadora. Muchas de ellas surgen de la interacción de las creencias españolas con cuentos indígenas locales, propios de toda América Latina, que en Costa Rica tienen también su propia manifestación particular: la Llorona, la Cegua, el Cadejos, el Padre sin cabeza, la Carreta sin bueyes, la Tulevieja, el Viejo del monte, el Diablo Chingo, el fantasma del llano, el Cuijen (Pisuicas o Chamuko), la Bruja Zárate, las brujas de Escazú, los duendes, la Monja del Vaso, la Mona, el Micomalo, etc.
Existen supersticiones arraigadas en la cultura popular como la práctica de magia blanca y magia negra, los agüizotes, el mal de ojo, la creencia en las limpias y los curanderos, los santos seculares (como el culto al Dr. Ricardo Moreno Cañas, por ejemplo), etc.

### Mascarada tradicional

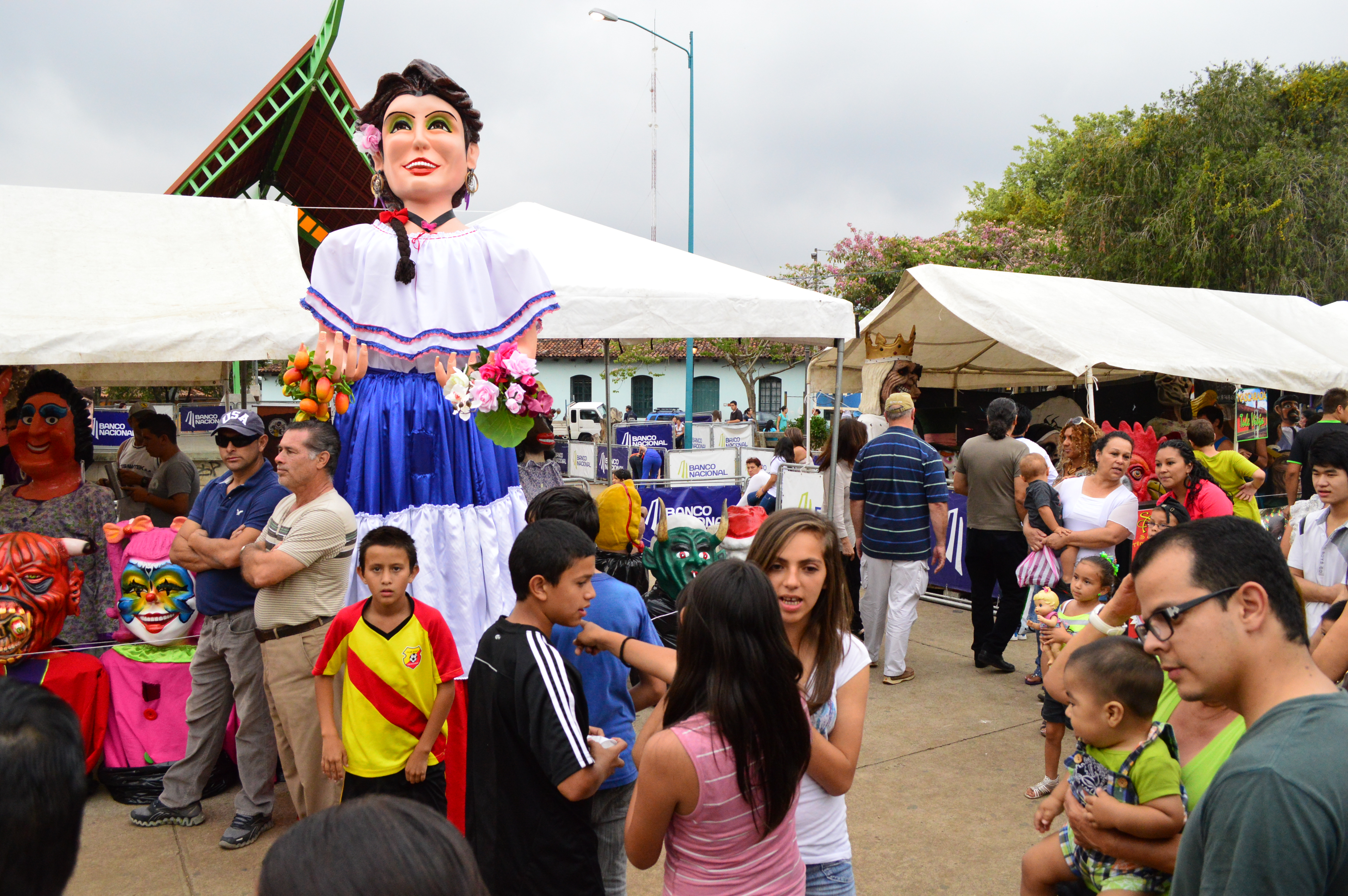
Feria de la Mascarada en Barva de Heredia.

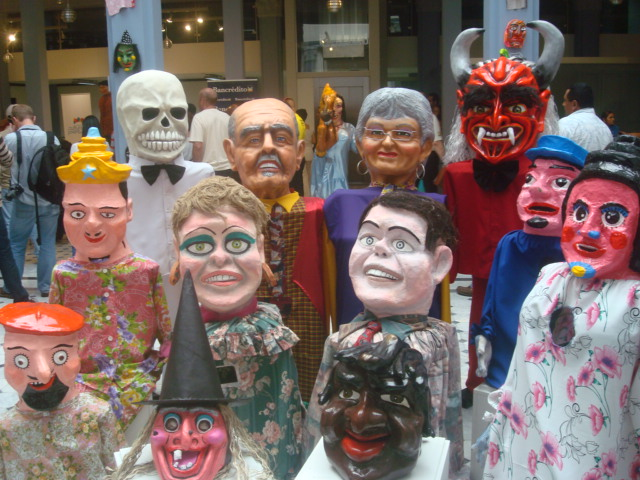
Mascarada tradicional costarricense.

La mascarada tradicional costarricense tiene sus orígenes en la época colonial, relacionada con la tradición española de los gigantes y cabezudos, aunque incluye diversos elementos que se remiten al pasado precolombino, con influencias de comunidades indígenas autóctonas, lo que le da a su origen un carácter pluricultural y sincrético. Las máscaras, también conocidas como “mantudos” o “payasos”, son personajes elaborados de forma artesanal utilizando materias primas como madera de balsa, barro, yeso, papel y goma a base de harina y agua, las cuales una vez finalizadas se montan sobre una armazón de hierro, se les reviste de trajes coloridos (mantas, de allí el nombre “mantudo”) y se les lleva a desfilar por las calles de las comunidades durante las celebraciones cívicas o religiosas, bailando al son de música de cimarrona y persiguiendo a los asistentes.
La elaboración artesanal de los mantudos es una tradición que se mantiene muy vigente en la actualidad, especialmente en cantones como Escazú, Barva, Cartago, Aserrí, Oreamuno, Desamparados y otros, con destacados artesanos mascareros que se han distinguido a través de la historia por la calidad de sus trabajos y por la herencia de su arte de padres a hijos. A través de los años, se han creado personajes icónicos como la Giganta, el Diablo, la Muerte, la Segua, la Minifalda, las brujas, etc, que se consideran básicos en cualquier mascarada, aunque en la actualidad también se incluyen máscaras que representan personajes de la cultura popular, celebridades o políticos. Desde 1996, se celebra en el país el Día Nacional de la Mascarada Tradicional Costarricense, el 31 de octubre, con la finalidad de rescatar esta antigua tradición y a la vez combatir la influencia cultural de celebraciones ajenas a la cultura nacional, como el Halloween.

### Expresiones populares

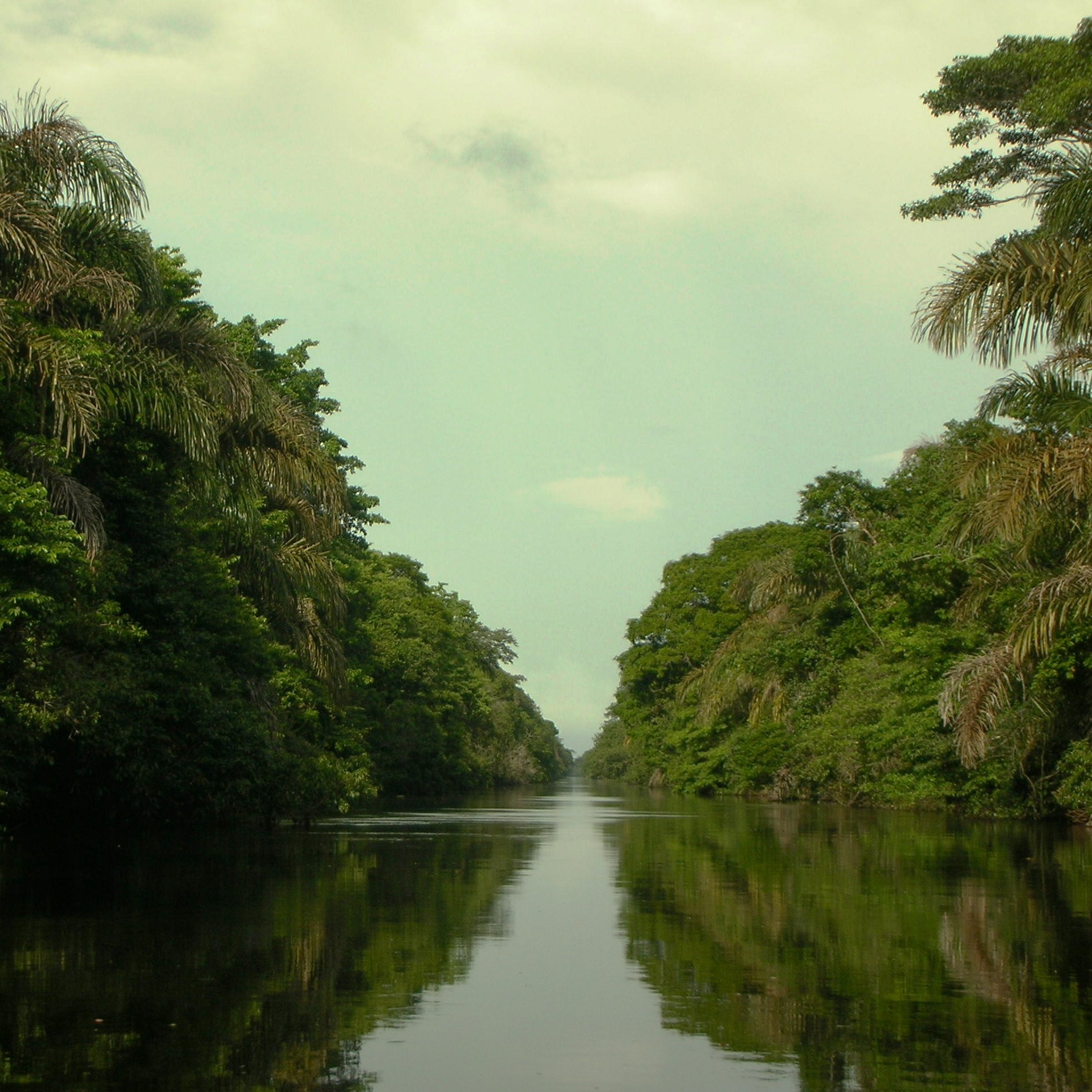
Identidad "Pura Vida" que nace de la casi infinita diversidad biológica y cultural de un istmo-puente entre dos masas continentales.

Las expresiones que el pueblo usa reiterada y cotidianamente vienen a ser una declaración de principios de un pueblo, que refleja su cosmovisión, ambiente y estado de ánimo, son una especie de mantra, cuyo significado se filtra en el subconsciente de la población que constantemente la repite y se refleja en la caracterización de la cultura y dinámica social permitiendo perfilara la costarriqueñidad, tal como lo explica el investigador Dionisio Cabal en sus libros "Refranero de uso costarricense" (2010), "Aguizotes: raíces mágicas de Costarrica" (2011) y otros artículos periodísticos.

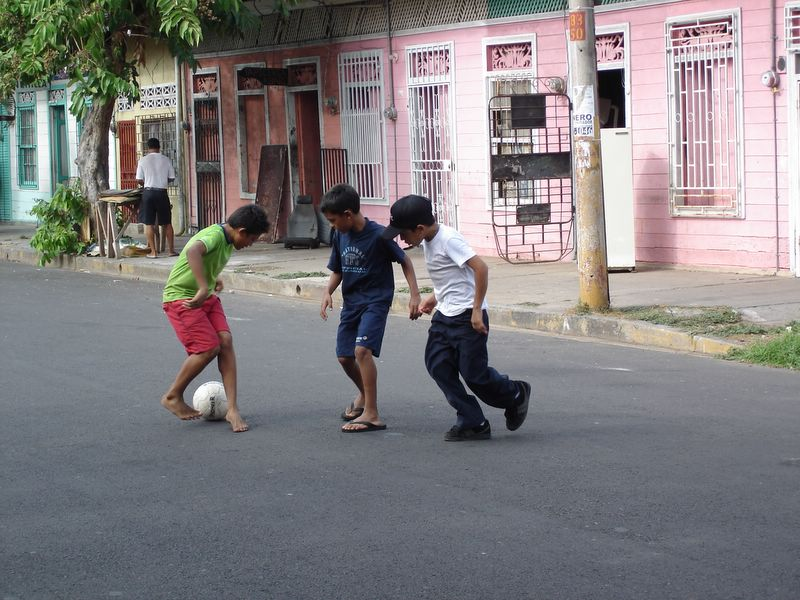
Una "mejenga" en Puntarenas.

Las expresiones costarricenses son un conjunto de palabras, dichos y maneras de hablar propias de la jerga popular del tico, que permiten afianzar el sentimiento colectivo de costarriqueñidad.

 El origen o etimología de cada una son muy discutidos y no parece que haya certeza de encontrarlos, pero algunas de las expresiones más arraigadas entre los ticos, que las hacen suyas y que los extranjeros los reconocen a través de ellas son: pura vida, ticos, tuanis, mae, en la lucha tenaz de fecunda labor, entre otros.
Pura vida

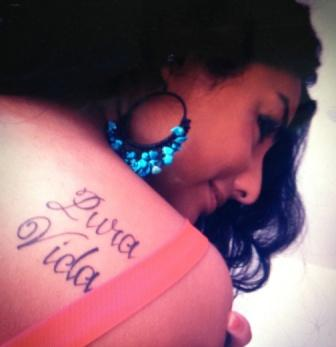
¡Pura vida!

"Pura vida" es la frase más reconocible vinculada a los costarricenses y que refleja la forma de vida de Costa Rica. A menudo cuando la gente camina por las calles o en las tiendas saludan diciendo "pura vida". Puede darse como una pregunta o como un reconocimiento de su presencia o ser utilizado tanto como un saludo o despedida. Las guías para turistas suelen decir: “Una respuesta recomendable para "¿Cómo estás?" sería "Pura vida"”. Y usarla es el primer consejo de los asesores de imagen de artistas y otros personajes públicos que visitarán el país para crear empatía con el público costarricense.
El “pura vida” simboliza la simplicidad del buen vivir, el apego a la humildad, el bienestar, la satisfacción, la felicidad, y el optimismo, asociadas al arte de apreciar la apostura en lo sencillo y natural.
Esta frase está íntimamente vinculada a la espontánea y enorme biodiversidad del país, como expresan en la otra frase: “si te quedas parado, te pueden nacer plantas en la cabeza”. Y tiene tal arraigo que programas internacionales de primer orden apoyados oficialmente se suelen denominar como el caso del evento de tecnología y diseño “ TEDx Pura Vida”.

Ticos

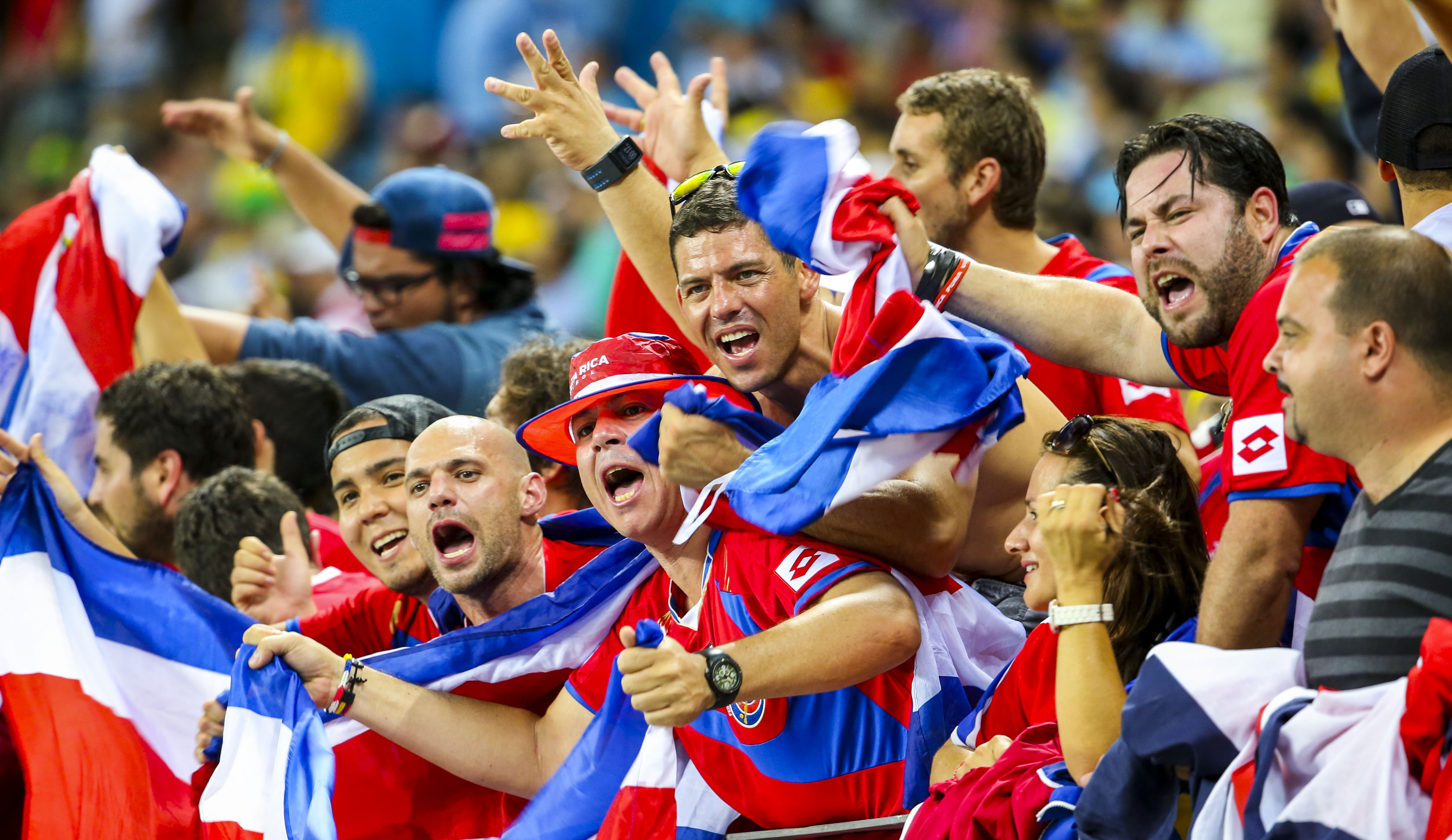
Ticos.

Tico es un gentilicio coloquial sinónimo de costarricense, que los nacionales usan como auto confirmación de sencillez, paz y laboriosidad en frases como “tico de pura cepa” y los extranjeros lo usan para dar a entender que están informados sobre la idiosincrasia tica.
Su origen no se conoce bien, pero se dice que al inicio de los cultivos bananeros (1880) en la Baja Talamanca a las indígenas las llamaban “tisingas” (en referencia a la Ciudad de Ticingal - El Dorado - descrita por Juan Vázquez de Coronado en 1662) y los afro caribeños, venidos a las obras del ferrocarril, en un mal inglés jamaiquino les decían “she are tico” y como eran de notoria baja estatura, otros trasladaron el vocablo a “chirrisquitico” usándolo asociado a todo lo pequeño, y en particular la terminación agregada a otros adjetivos como “chiquitico” o “chocolatico”, por lo que los extranjeros empezaron a llamarles “ticos” a los originarios de la zona.

Otra versión indica que ya durante la Campaña Nacional de 1856-1857, cuando los costarricenses fueron a Nicaragua a derrotar a los filibusteros de EE. UU. que tenían como objetivo hacer de Centroamérica un Estado esclavista, durante la estadía los costarricenses fueron bautizados "ticos" por los nicaragüenses, ya que era común escucharlos llamarse entre ellos "hermaniticos", asumiéndolo con orgullo por su valentía en la gran gesta.
Tuanis
Dicho de una cosa de excelente calidad, según la definición de la Real Academia Española. Pero se extiende a una expresión de optimismo y aprobación, utilizada como catalizador de múltiples acciones y conector comunicacional.
Hay quienes aducen que la palabra “tuanis” viene de una derivación de la expresión en inglés “too nice” (muy bien), pero parece que viene del malespín, un código militar ideado por el general salvadoreño Francisco Malespín, con el cual se cambiaba el sonido de las letras. ‘Tuanis’, por ejemplo, significa ‘bueno’, en este caso se cambió la ‘b’ por la ‘t’; la ‘e’ por la ‘a’ y la ‘o’ por la ‘i’.
Mae
“Mae” tiene actualmente una connotación de confraternidad, compañerismo, tolerancia, sugerencia de amistad o complicidad y otras acepciones condicionales o contextuales. También como catalizador de múltiples acciones y conector comunicacional.
En Costa Rica se usa para llamar a cualquiera (mujer o hombre entre mujeres y hombres) se utiliza indistintamente "mae": "Esa mae", "Ese mae", "ay mae!!" (= ay hombre!, ay mujer!. En otros contextos coloquiales, también tiene una connotación de "tonto": "No te hagás el maje" (no te hagás el tonto, aunque también suele decirse "qué mae más tonto!"

Una versión dice que proviene como derivación de "maje" que posiblemente tenga su origen en "majo" o "maja" traído por los primeros inmigrantes provenientes de España desde la colonia y en ese sentido alude a elegante, guapo, simpático o alegre. (majo > maje > mae)

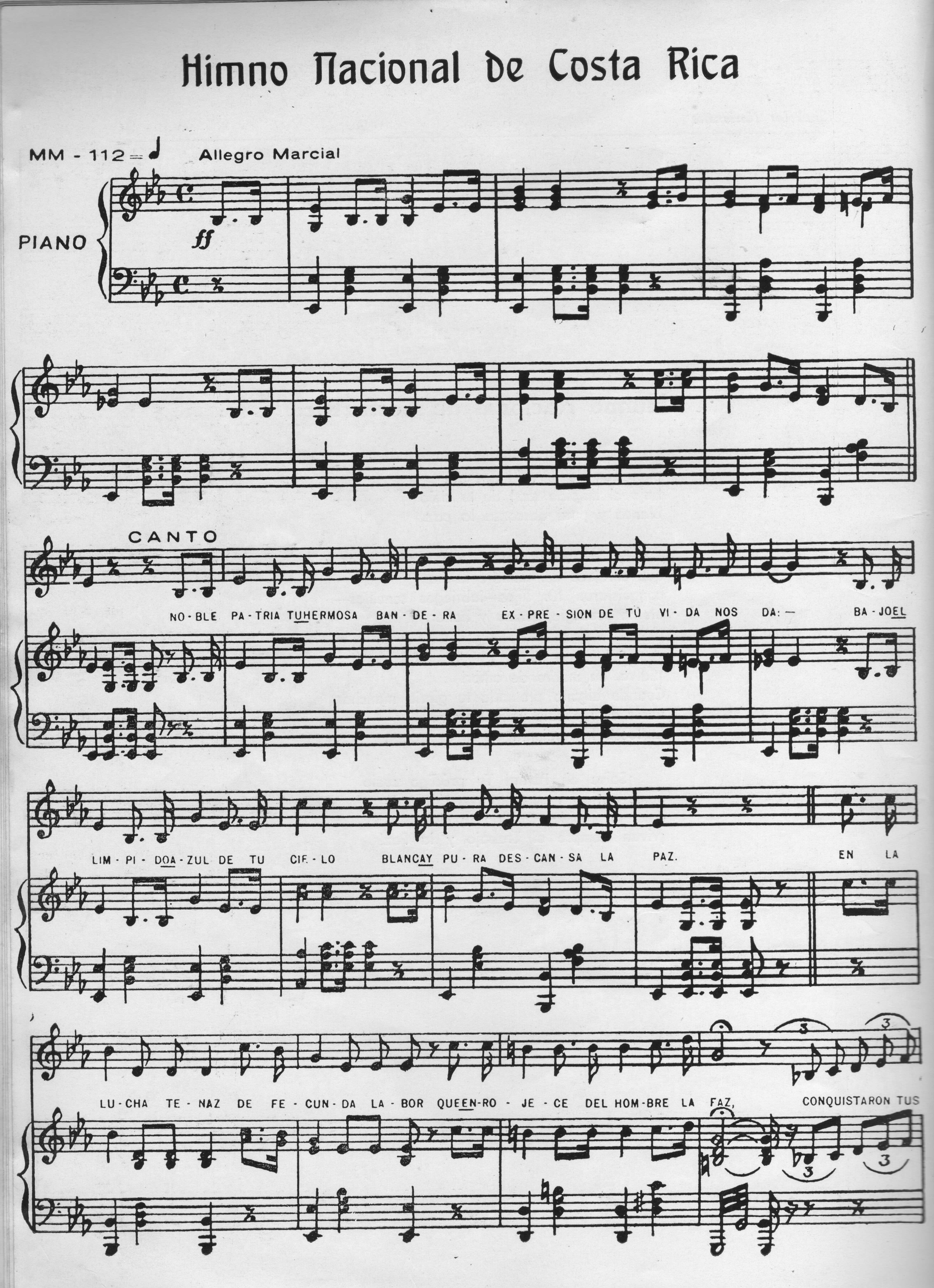
El Himno Nacional como declaración de principios del pueblo.

Otros sostienen que allá por los años de 1920, cada zapatero tenía su aprendiz, el cual se dedicaba, principalmente, a majar suela sobre una plancha de hierro. Al estrujar la suela, esta se endurecía y se volvía más resistente. Pero a los nuevos en el oficio les jugaban la broma de ponerlos a martillar un tacón de hule, y el ingenuo se pasaba todo el día “maje que te maje”, y nada que estiraba. Al rato lo hacían caer en cuenta de la burla y le decían “te cogieron de maje y maje”.
Lo que sí es consensuado es que “mae” deriva de “maje” que originalmente tuvo una orientación picaresca y diversa.
Con el paso del tiempo, la expresión se ha convertido en un símbolo de la idiosincrasia costarricense y es usado en situaciones de confianza en todos los círculos económicos, culturales y sociales del país, representando una expresión que hace reconocible a cualquier costarricense en cualquier parte del mundo.
En la lucha tenaz, de fecunda labor
Ante la pregunta cotidiana y multiuso de ¿Cómo estás? (o cualquier variante), es común escuchar como respuesta:
-En la lucha tenaz, de fecunda labor

en clara referencia al Himno Nacional de Costa Rica como declaratoria de principios, que comparten, promueven e identifican a los naturales de este país.
Indica también que en la cotidianidad hay un conjunto de valores compartidos y que sintetiza el Himno Nacional. De hecho, tal respuesta es literal el primer verso de la segunda estrofa, como puede verse:
En la lucha tenaz, de fecunda labor,

que enrojece del hombre la faz;

conquistaron tus hijos - labriegos sencillos -

eterno prestigio, estima y honor,